# 2004年
2004年（2004 ねん）は、西暦（グレゴリオ暦）による、木曜日から始まる閏年。平成16年。
この項目では、国際的な視点に基づいた2004年について記載する。

## 他の紀年法
- 干支：甲申（きのえ さる）
- 日本（月日は一致）
  - 平成16年
  - 皇紀2664年
- 大韓民国（月日は一致）
  - 檀紀4337年
- 中華民国（月日は一致）
  - 中華民国93年
- 朝鮮民主主義人民共和国（月日は一致）
  - 主体93年
- 仏滅紀元：2546年 - 2547年
- イスラム暦：1424年11月8日 - 1425年11月19日
- ユダヤ暦：5764年4月7日 - 5765年4月19日
- Unix Time：1072915200 - 1104537599
- 修正ユリウス日 (MJD)：53005 - 53370
- リリウス日 (LD)：153846 - 154211

## カレンダー
| 1月 |    |    |    |    |    |    |
| 日  | 月 | 火 | 水 | 木 | 金 | 土 |
|     |    |    |    | 1  | 2  | 3  |
| 4   | 5  | 6  | 7  | 8  | 9  | 10 |
| 11  | 12 | 13 | 14 | 15 | 16 | 17 |
| 18  | 19 | 20 | 21 | 22 | 23 | 24 |
| 25  | 26 | 27 | 28 | 29 | 30 | 31 |
|     |    |    |    |    |    |    |

| 2月 |    |    |    |    |    |    |
| 日  | 月 | 火 | 水 | 木 | 金 | 土 |
| 1   | 2  | 3  | 4  | 5  | 6  | 7  |
| 8   | 9  | 10 | 11 | 12 | 13 | 14 |
| 15  | 16 | 17 | 18 | 19 | 20 | 21 |
| 22  | 23 | 24 | 25 | 26 | 27 | 28 |
| 29  |    |    |    |    |    |    |
|     |    |    |    |    |    |    |

| 3月 |    |    |    |    |    |    |
| 日  | 月 | 火 | 水 | 木 | 金 | 土 |
|     | 1  | 2  | 3  | 4  | 5  | 6  |
| 7   | 8  | 9  | 10 | 11 | 12 | 13 |
| 14  | 15 | 16 | 17 | 18 | 19 | 20 |
| 21  | 22 | 23 | 24 | 25 | 26 | 27 |
| 28  | 29 | 30 | 31 |    |    |    |
|     |    |    |    |    |    |    |

| 4月 |    |    |    |    |    |    |
| 日  | 月 | 火 | 水 | 木 | 金 | 土 |
|     |    |    |    | 1  | 2  | 3  |
| 4   | 5  | 6  | 7  | 8  | 9  | 10 |
| 11  | 12 | 13 | 14 | 15 | 16 | 17 |
| 18  | 19 | 20 | 21 | 22 | 23 | 24 |
| 25  | 26 | 27 | 28 | 29 | 30 |    |
|     |    |    |    |    |    |    |

| 5月 |    |    |    |    |    |    |
| 日  | 月 | 火 | 水 | 木 | 金 | 土 |
|     |    |    |    |    |    | 1  |
| 2   | 3  | 4  | 5  | 6  | 7  | 8  |
| 9   | 10 | 11 | 12 | 13 | 14 | 15 |
| 16  | 17 | 18 | 19 | 20 | 21 | 22 |
| 23  | 24 | 25 | 26 | 27 | 28 | 29 |
| 30  | 31 |    |    |    |    |    |
|     |    |    |    |    |    |    |

| 6月 |    |    |    |    |    |    |
| 日  | 月 | 火 | 水 | 木 | 金 | 土 |
|     |    | 1  | 2  | 3  | 4  | 5  |
| 6   | 7  | 8  | 9  | 10 | 11 | 12 |
| 13  | 14 | 15 | 16 | 17 | 18 | 19 |
| 20  | 21 | 22 | 23 | 24 | 25 | 26 |
| 27  | 28 | 29 | 30 |    |    |    |
|     |    |    |    |    |    |    |

| 7月 |    |    |    |    |    |    |
| 日  | 月 | 火 | 水 | 木 | 金 | 土 |
|     |    |    |    | 1  | 2  | 3  |
| 4   | 5  | 6  | 7  | 8  | 9  | 10 |
| 11  | 12 | 13 | 14 | 15 | 16 | 17 |
| 18  | 19 | 20 | 21 | 22 | 23 | 24 |
| 25  | 26 | 27 | 28 | 29 | 30 | 31 |
|     |    |    |    |    |    |    |

| 8月 |    |    |    |    |    |    |
| 日  | 月 | 火 | 水 | 木 | 金 | 土 |
| 1   | 2  | 3  | 4  | 5  | 6  | 7  |
| 8   | 9  | 10 | 11 | 12 | 13 | 14 |
| 15  | 16 | 17 | 18 | 19 | 20 | 21 |
| 22  | 23 | 24 | 25 | 26 | 27 | 28 |
| 29  | 30 | 31 |    |    |    |    |
|     |    |    |    |    |    |    |

| 9月 |    |    |    |    |    |    |
| 日  | 月 | 火 | 水 | 木 | 金 | 土 |
|     |    |    | 1  | 2  | 3  | 4  |
| 5   | 6  | 7  | 8  | 9  | 10 | 11 |
| 12  | 13 | 14 | 15 | 16 | 17 | 18 |
| 19  | 20 | 21 | 22 | 23 | 24 | 25 |
| 26  | 27 | 28 | 29 | 30 |    |    |
|     |    |    |    |    |    |    |

| 10月 |    |    |    |    |    |    |
| 日   | 月 | 火 | 水 | 木 | 金 | 土 |
|      |    |    |    |    | 1  | 2  |
| 3    | 4  | 5  | 6  | 7  | 8  | 9  |
| 10   | 11 | 12 | 13 | 14 | 15 | 16 |
| 17   | 18 | 19 | 20 | 21 | 22 | 23 |
| 24   | 25 | 26 | 27 | 28 | 29 | 30 |
| 31   |    |    |    |    |    |    |
|      |    |    |    |    |    |    |

| 11月 |    |    |    |    |    |    |
| 日   | 月 | 火 | 水 | 木 | 金 | 土 |
|      | 1  | 2  | 3  | 4  | 5  | 6  |
| 7    | 8  | 9  | 10 | 11 | 12 | 13 |
| 14   | 15 | 16 | 17 | 18 | 19 | 20 |
| 21   | 22 | 23 | 24 | 25 | 26 | 27 |
| 28   | 29 | 30 |    |    |    |    |
|      |    |    |    |    |    |    |

| 12月 |    |    |    |    |    |    |
| 日   | 月 | 火 | 水 | 木 | 金 | 土 |
|      |    |    | 1  | 2  | 3  | 4  |
| 5    | 6  | 7  | 8  | 9  | 10 | 11 |
| 12   | 13 | 14 | 15 | 16 | 17 | 18 |
| 19   | 20 | 21 | 22 | 23 | 24 | 25 |
| 26   | 27 | 28 | 29 | 30 | 31 |    |
|      |    |    |    |    |    |    |

## できごと

### 1月
- 1月1日 - 明治生命保険相互会社と安田生命保険相互会社が合併し、明治安田生命保険相互会社発足。
- 1月4日 - グルジア大統領選挙でミヘイル・サアカシュヴィリが圧勝[1]。
- 1月11日
  - 日本で初めて2038年問題によるATMの誤作動が発生[2]。
  - 台灣第二高速道路フォルモサ高速公路全線開通。
- 1月19日 - 自衛隊イラク派遣開始。陸上自衛隊先遣隊がイラク国内に入る（初めての陸上自衛隊の戦闘地域への派遣）。
- 1月30日 - 東急東横線の横浜駅 - 桜木町駅間の運行終了。

### 2月
- 2月4日 - マーク・ザッカーバーグがSNSのFacebookを開設。
- 2月8日 - 自衛隊イラク派遣の陸上自衛隊本隊第一陣がイラクのサマーワに入る。
- 2月24日 - モロッコ北東部のアル・ホセイマ付近を震源とするM6.4の地震が発生し、600人以上が死亡する[3]。（アル・ホセイマ地震 (2004年)）
- 2月29日
  - ハイチのジャン＝ベルトラン・アリスティド大統領が反乱で辞任、出国。
  - 日本テレビが東京都千代田区二番町の麹町社屋から同港区汐留の汐留新社屋・日本テレビタワーへ移転し、本放送開始。

### 3月
- 3月13日 - 九州新幹線が鹿児島中央駅-新八代駅間で開業。（博多駅 - 新八代駅間の全線開業は2011年（平成23年）3月12日。）
- 3月23日 - イスラエル軍がハマース創設者アフマド・ヤースィーン師をミサイル攻撃で殺害。

### 4月
- 4月1日 - 帝都高速度交通営団（営団地下鉄）が民営化し東京地下鉄運行開始。
- 4月2日 - 韓国で華城連続殺人事件の時効が成立。
- 4月7日 - イラク日本人人質事件
- 4月17日 - イスラエル軍がハマース強硬派指導者アブドゥルアズィーズ・アッ＝ランティースィーを殺害する。
- 4月22日 - 北朝鮮で龍川駅列車爆発事故が発生。

### 5月
- 5月1日 - EUに新たに10か国が加盟、合計25か国になる。
- 5月5日 - チェチェン共和国のアフマド・カディロフ大統領が暗殺される。
- 5月6日 - 上海総領事館員自殺事件
- 5月10日 - フィリピン大統領選挙でグロリア・アロヨが当選（確定は6月24日）。
- 5月13日
  - ホンダより新型ミニバンエリシオンが発売。
  - インド総選挙で国民会議派の勝利により政権交代が起こり、マンモハン・シン内閣が発足。
- 5月17日 - イラク統治評議会のイッズッディーン・サリーム議長が暗殺。
- 5月22日 - 小泉首相が北朝鮮を再訪問。平壌で、日朝首脳会談が行われる。拉致被害者の家族5人が帰国。
- 5月27日 - イラクで取材中の日本人フリージャーナリスト2名が乗った車が銃撃され炎上、2名とも殺害される。

### 6月
- 6月2日 - イラク統治評議会が解散し、イラク暫定政権が発足。暫定政権の元首となる大統領にスンナ派部族指導者のガーズィー・ヤーワル、実務を担当する首相にシーア派で政党指導者のイヤード・アッラーウィーが就任。
- 6月8日
  - 地球上からの金星の太陽面通過が起こった[4]。
  - G8シーアイランド・サミットが米国ジョージア州で開催（ - 10日）。
- 6月10日 - EU加盟国で欧州議会議員選挙の投票が行われる（ - 13日）。
- 6月20日 - F1アメリカGP。佐藤琢磨が1990年日本GPの鈴木亜久里以来、14年ぶりの日本人表彰台を獲得。
- 6月28日 - イラクを統治してきた連合国暫定当局 (CPA) がイラク暫定政権に主権を移譲。

### 7月
- 7月1日 - 中国の「高句麗前期の都城と古墳」、北朝鮮の「高句麗古墳群」、日本の「紀伊山地の霊場と参詣道」などがユネスコの世界遺産に登録。
- 7月18日
  - ソウル20人連続殺人事件（20人殺害、自白では26人）犯人の柳永哲をソウル警察庁が逮捕。
  - ボリビアガス紛争
- 7月21日 - 日本の小泉純一郎首相と韓国の盧武鉉大統領が済州島で会談。

### 8月
- 8月7日 - 北京のサッカーアジアカップで日本が優勝。
- 8月12日
  - リー・シェンロンがシンガポール首相に就任。
  - 米ニュージャージー州知事ジム・マクグリーヴィー（英語版）が同性愛を告白、元補佐官ゴラン・シペル（英語版）へのセクハラ訴訟の責任を取って辞意を表明し、波紋を呼ぶ。
- 8月13日
  - アテネオリンピック開幕（ - 29日）。
  - 沖国大米軍ヘリ墜落事件

### 9月
- 9月1日 - ロシア北オセチア共和国でベスラン学校占拠事件起こる（ - 3日）。人質となった学校の生徒やその親、教員ら1000人以上が死傷。
- 9月3日
  - 北朝鮮脱出者29名が北京の日本人学校に駆け込む。
  - WRC（世界ラリー選手権）が日本で初めて開催される（ - 5日）。
- 9月14日 - 台灣北宜高速公路雪山トンネル上下行全線貫通。
- 9月17日 - アテネパラリンピック開幕（ - 28日）。
- 9月19日 - 江沢民が中央軍事委員会主席を退き、胡錦涛が中国の共産党、政府、軍の全権を掌握。
- 9月28日 - ニューヨーク・マーカンタイル取引所 (NYMEX) で原油先物相場が1バーレル50ドルを突破し、史上最高値を更新。
- 9月30日 - アメリカ海軍の巡洋艦で世界初のイージス艦である、タイコンデロガ級ミサイル巡洋艦の1番艦タイコンデロガが退役。

### 10月
- 10月1日 -（現地時間）メジャーリーグ (MLB) で、イチローがシーズン262安打の新記録を打ち立て、1920年にジョージ・シスラーが打ち立てたシーズン最多記録257本を84年ぶりに更新。
- 10月10日 - リトアニアで議会選挙が実施。左派諸党派が勝利。
- 10月14日 - 日産がフーガを発売。
- 10月19日 - 中国が長征3号Aロケットで静止気象衛星「風雲2号C」を打ち上げる。
- 10月23日 - 新潟県中越地震
- 10月24日 - 香港で東鉄線尖東駅が開業。
- 10月27日 - ボストン・レッドソックスが1918年以来86年ぶりにワールドシリーズ優勝を決める。
- 10月29日
  - カンボジア国王にノロドム・シハモニが即位する。
  - イタリア・ローマで欧州のための憲法を制定する条約が調印される。
- 10月30日 - イラクでヨルダン人ザルカーウィーの武装組織に拘束された日本人男性の遺体が発見される。（詳細はイラク日本人人質事件を参照）

### 11月
- 11月2日 - 米大統領選挙一般投票、共和党所属のジョージ・ウォーカー・ブッシュが勝利。
- 11月9日 - トヨタ・マークXが発売。
- 11月11日 - パレスチナ自治政府のヤーセル・アラファート大統領死去。
- 11月20日 - APEC首脳会議がチリのサンティアゴで開催される（ - 21日）。
- 11月21日 - 任天堂が携帯型ゲーム機「ニンテンドーDS」を世界に先駆けて北米で発売。
- 11月22日 - ウクライナ大統領選挙で、現職首相のヤヌコーヴィチが当選したが、大規模な不正が発覚し野党による抗議運動が勃発。（「オレンジ革命」）
- 11月24日 - EUでバローゾ委員会が発足。プローディ委員会の任期は10月31日までだったが、新委員会人事の承認が遅れたため、この日に発足した。

### 12月
- 12月2日
  - ニンテンドーDSが日本で発売。
  - 日産・ラフェスタが発売。
- 12月7日 - 韓国で密陽女子中学生集団性暴行事件
- 12月12日 - PlayStation Portableが発売。
- 12月17日 - 小泉純一郎首相が鹿児島県指宿市で盧武鉉韓国大統領と会見（- 18日）。
- 12月21日 - 香港で九広東鉄馬鞍山線が大囲駅 - 烏渓沙駅間で開業。
- 12月26日
  - スマトラ島沖地震が発生。M9.3。津波などにより14カ国以上で22万人以上が死亡。邦人44人が死亡。
  - 2004年スリランカ津波列車事故。1,700人以上が死亡し、100人以上が負傷。
  - ウクライナ大統領選やり直し選挙で、野党のヴィクトル・ユシチェンコ元首相が勝利。
- 12月27日 - 中華民国（台湾）の李登輝前総統が来日。翌年1月2日に出国。
- 12月31日 - リトアニアのイグナリナ原子力発電所第1号機が操業停止。

## 経済
- 円対ドル 為替レート
  - 最高値 - 1ドル＝101円83銭（12月2日）
  - 最低値 - 1ドル＝114円80銭（5月14日）

## 天候・天災・観測等

### 自然災害
地震・火山噴火などが多発。各地で猛威を振るった。
- 3月、ブラジル沖で、大西洋南部としては史上初めてサイクロンが発生した。
- アメリカ合衆国や西インド諸島を、チャーリー、フランシス、アイバン、ジーンなどのハリケーンが連続で通過・上陸し、多大な被害や数百万人の避難者をもたらした。
- 10月23日、日本の新潟県中越地方でM6.8、最大震度7を観測した新潟県中越地震が発生、死者68人、負傷者4805人が出た。国内では当時観測史上2回目の震度7を新潟県川口町で観測した。
- 12月26日 - インドネシア・スマトラ島沖で M 9.3 の大地震（スマトラ島沖地震）が発生し、大津波によりインド洋沿岸の各国に大きな被害。22万人以上の死者・行方不明者が出た。

## 芸術・文化・ファッション

### スポーツ
- 2004年アテネオリンピック・パラリンピック
- アメリカのメジャーリーグ・日本のプロ野球ともにレギュラーシーズン2位チームがシリーズ優勝している。これまでにもレギュラーシーズン2位チームのシリーズ優勝はあったが、日米ともレギュラーシーズン2位チームが優勝したのは史上初。

### ゲーム
- 1月29日 - ポケモンがGBA用ソフト『ポケットモンスター ファイアレッド・リーフグリーン』を発売。『ポケットモンスター 赤・緑』のリメイク作品。
- 9月16日 - ポケモンがGBA用ソフト『ポケットモンスター エメラルド』を発売。2002年に発売された『ポケットモンスター ルビー・サファイア』のマイナーチェンジ作品。
- 11月9日 - バンジーがXbox用ソフト『ヘイロー 2』を発売。
- 11月17日 - コナミがPS2用ソフト『メタルギアソリッド3: スネークイーター』を発売。
- 11月21日 - 任天堂が携帯型ゲーム機「ニンテンドーDS」を北米で発売（12月には日本、翌年3月にはヨーロッパでも発売している）。
- 11月27日 - スクウェア・エニックスがPS2用ソフト『ドラゴンクエストVIII 空と海と大地と呪われし姫君』を発売。
- 12月2日 - 任天堂株式会社が携帯型ゲーム機「ニンテンドーDS」を日本で発売。
- 12月12日 - ソニー・コンピュータエンタテインメント (SCEI) が携帯型ゲーム機「PlayStation Portable」 (PSP) を日本で発売（欧米などでは翌年発売）。

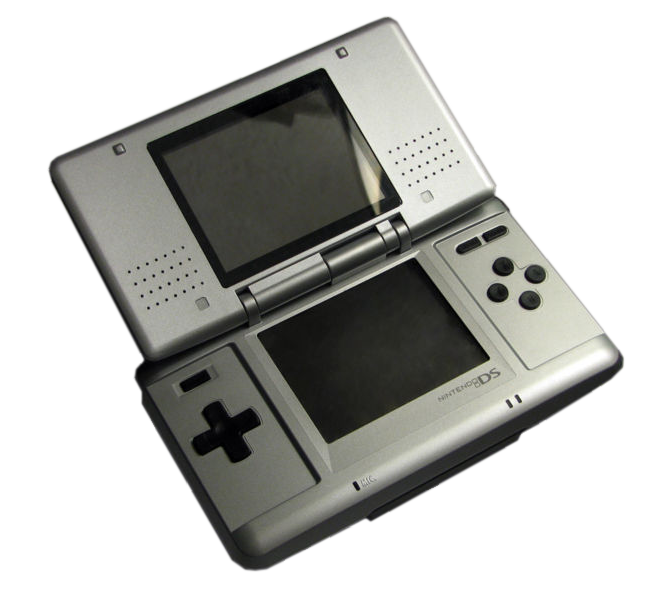
ニンテンドーDS
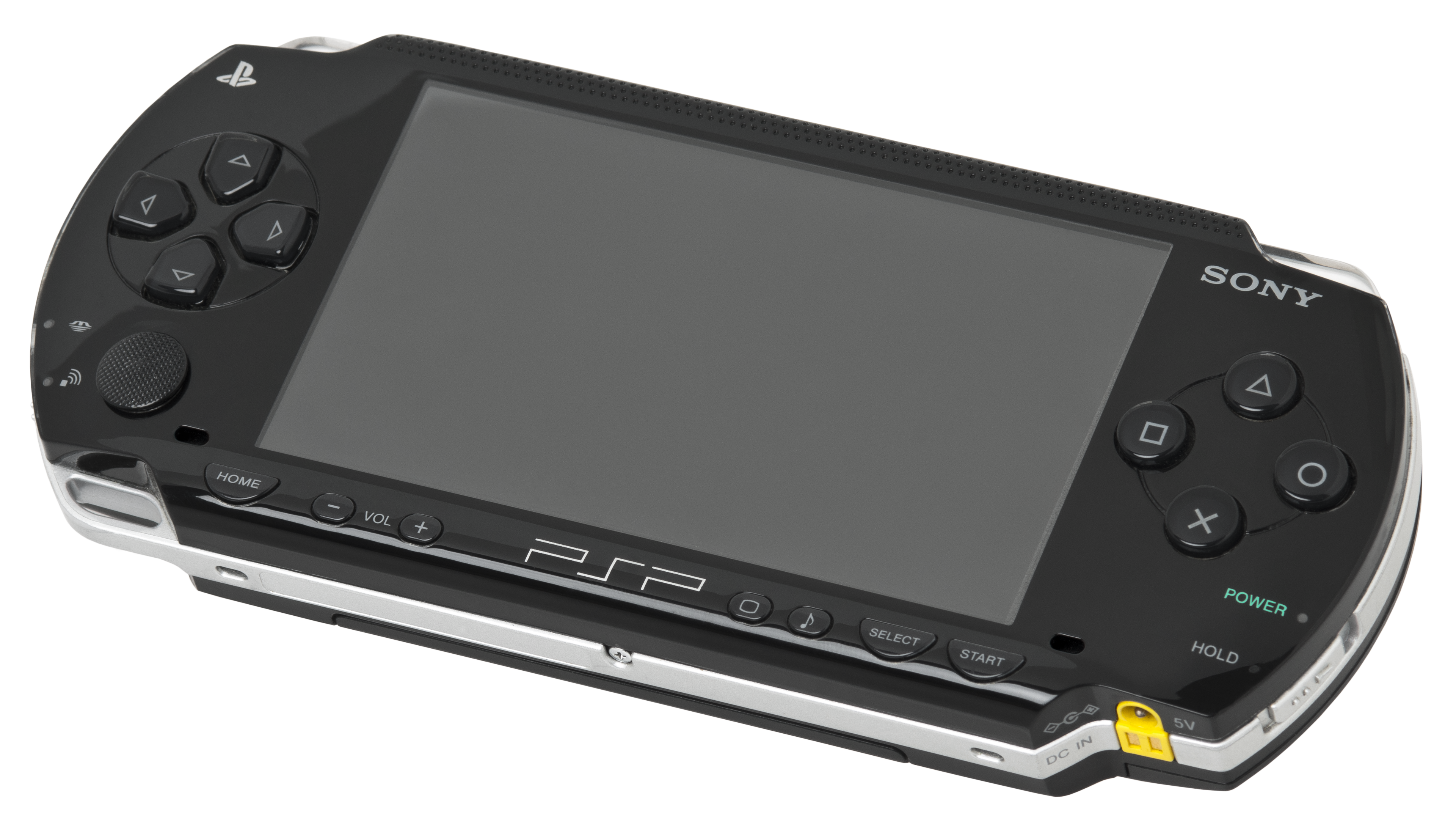
PlayStation Portable

## 誕生

### 1月
- 1月1日 - 三浦理奈、女優
- 1月3日 - 松尾美佑、アイドル、女優（乃木坂46）
- 1月6日 - 岩瀬洋志、俳優
- 1月15日 - グレース・ヴァンダーウォール、シンガーソングライター
- 1月15日 - ユナ、アイドル (ILLIT)
- 1月18日 - 筒井結愛、ファッションモデル
- 1月19日 - 黒見明香、アイドル、女優（乃木坂46）
- 1月19日 - 伊勢鈴蘭、アイドル（アンジュルム）
- 1月20日 - 黒田光輝、アイドル（ジャニーズJr.、少年忍者）
- 1月20日 - 山口綺羅、女優、歌手、ダンサー (Girls², mirage²)
- 1月21日 - イングリッド・アレクサンドラ、ノルウェー・ホーコン・マグヌス王太子第一子
- 1月22日 - 宮世琉弥、俳優、元歌手（元M!LK）
- 1月24日 - 重川茉弥、インフルエンサー
- 1月26日 - ソリュン、アイドル (NMIXX)
- 1月27日 - 上村亜柚香、アイドル (SKE48)
- 1月27日 - 桑山隆太、俳優、歌手 (WATWING)
- 1月27日 - 豊田陸人、アイドル（ジャニーズJr.、少年忍者）
- 1月28日 - エモニ・ベイツ、アメリカのバスケットボール選手

### 2月
- 2月2日 - 岩本蓮加、アイドル、女優（乃木坂46）
- 2月3日 - レイ、アイドル (IVE)
- 2月4日 - アマリ・ベイリー、アメリカのバスケットボール選手
- 2月6日 - 佐藤駿、フィギュアスケート選手
- 2月7日 - YUMA、アイドル (&TEAM)
- 2月8日 - 池田裕楽、アイドル (STU48)
- 2月9日 - ISSEI (歌手)、歌手、俳優、タレント
- 2月9日 - 為永幸音、アイドル（アンジュルム）
- 2月9日 - ヤン・ジョンウォン、アイドル (ENHYPEN)
- 2月10日 - 松本里乃、TikToker、女子野球選手
- 2月17日 - 安斉星来、モデル、女優
- 2月18日 - 蘇翊鳴、中国のスノーボーダー
- 2月19日 - ミリー・ボビー・ブラウン、女優
- 2月22日 - 石山咲良、アイドル (Juice=Juice)
- 2月22日 - 竹本くるみ、アイドル (HKT48)
- 2月22日 - 福澤希空、俳優、歌手 (WATWING)
- 2月23日 - 大西風雅、アイドル（関西ジャニーズJr.、Lil かんさい）
- 2月23日 - 森本茉莉、アイドル（日向坂46）
- 2月23日 - 山口陽世、アイドル（日向坂46）
- 2月24日 - 白井杏奈、モデル
- 2月28日 - 北川拓実、アイドル（ジャニーズJr.、少年忍者）
- 2月28日 - 和泉芳怜、アイドル (PiXMiX)

### 3月
- 3月5日 - 小野光希、スノーボード選手
- 3月12日 - キム・ウソク、アイドル (FANTASY BOYS)
- 3月12日 - ヒカル、アイドル (Kep1er)
- 3月13日 - コリ・ゴフ、テニス選手
- 3月16日 - 北川莉央、アイドル（モーニング娘。）
- 3月18日 - ジェヒ、アイドル (Weeekly)
- 3月18日 - 日向亘、俳優
- 3月20日 - ベル、アイドル（KISS OF LIFE）
- 3月21日 - アントン、アイドル (RIIZE)
- 3月22日 - 籾山ひめり、アイドル（高嶺のなでしこ）
- 3月23日 - 岡﨑彪太郎、アイドル（関西ジャニーズJr.、Lil かんさい）
- 3月23日 - 安青錦新大、大相撲力士
- 3月24日 - デーン・スカーレット、イングランドのサッカー選手
- 3月26日 - リマ、アイドル (NiziU)
- 3月27日 - アミラ・ウィルハーフン、ソプラノ歌手
- 3月27日 - 鶴崎仁香、アイドル（日向坂46）
- 3月28日 - アンナ・シェルバコワ、ロシアのフィギュアスケート選手
- 3月31日 - 濱田ここね、女優

### 4月
- 4月2日 - 小川桜花、女優、歌手、ダンサー (Girls²)
- 4月2日 - 武内愛莉、アイドル（PiXMiX）
- 4月5日 - ハルト、アイドル (TREASURE)
- 4月7日 - みとゆな、モデル、タレント
- 4月8日 - ジェヒョン、アイドル (LIGHTSUM)
- 4月12日 - 上村ひなの、アイドル（日向坂46）
- 4月14日 - アナスタシア・タラカノワ、フィギュアスケート選手
- 4月14日 - ユン、アイドル (STAYC)
- 4月14日 - 川端結愛、モデル
- 4月16日 - ジニ（英語版）、アイドル（元NMIXX）
- 4月20日 - 石栗奏美、アイドル (OCHA NORMA)
- 4月20日 - 進藤あまね、声優
- 4月22日 - 吉柳咲良、女優
- 4月30日 - 米村姫良々、アイドル (OCHA NORMA)

### 5月
- 5月1日 - 柿原りんか、子役
- 5月3日 - 嵐莉菜、タレント、モデル
- 5月4日 - 谷花音、女優
- 5月7日 - ミンジ、アイドル (NewJeans)
- 5月9日 - 奥森皐月、女優
- 5月11日 - ミンジュ、アイドル (ILLIT)
- 5月14日 - おじゃす、タレント、TikToker
- 5月20日 - 杢代和人、俳優、アイドル（原因は自分にある。）
- 5月20日 -志賀李玖、俳優、アイドル    　(ICEx)
- 5月20日 - リッキー、アイドル (ZEROBASEONE)
- 5月22日 - ペイトン・エリザベス・リー、女優
- 5月25日 - 志田こはく、女優
- 5月28日 - 西野奨太、サッカー選手
- 5月29日 - 永井結海、歌手 (Little Glee Monster)

### 6月
- 6月1日 - 本田望結、フィギュアスケート選手、女優
- 6月4日 - マッケンジー・ジーグラー、ダンサー、歌手、女優、モデル
- 6月8日 - 筒井あやめ、アイドル、女優（乃木坂46）
- 6月8日 - フランチェスカ・カパルディ、女優
- 6月14日 - ユジョン、アイドル (LIGHTSUM)
- 6月17日 - 鈴木福、俳優
- 6月19日 - ミリー・ギブソン、女優
- 6月23日 - 芦田愛菜、女優
- 6月23日 - アレクサンドラ・トゥルソワ、フィギュアスケート選手
- 6月26日 - マイキー・ウィリアムズ、アメリカのバスケットボール選手
- 6月28日 - 平美乃理、モデル

### 7月
- 7月3日 - 大久保波留、アイドル (DXTEEN)
- 7月5日 - 申裕斌、韓国の卓球選手
- 7月6日 - 茅島みずき、女優、モデル
- 7月8日 - JO、アイドル (&TEAM)
- 7月11日 - 近貞月乃、女優・声優、元子役
- 7月12日 - ジハン、アイドル (Weeekly)
- 7月18日 - 奥智哉、俳優
- 7月20日 - 葵るり、アイドル (ukka)
- 7月20日 - 折田涼夏、YouTuber、TikToker
- 7月20日 - 西條妃華、子役
- 7月23日 - 窪田七海、アイドル (OCHA NORMA)
- 7月25日 - 笹原尚季、俳優
- 7月27日 - ヒュニン・バヒエ、アイドル (Kep1er)
- 7月29日 - 須田萌里、総合格闘家

### 8月
- 8月1日 - ダリク・ホワイトヘッド、アメリカのバスケットボール選手
- 8月3日 - 木原美悠、卓球選手
- 8月5日 - パブロ・パエス、スペインのサッカー選手
- 8月7日 - 石井蘭、アイドル（ME:I、元Girls²）
- 8月10日 - テサン、アイドル (BOYNEXTDOOR)
- 8月11日 - 瀧陽次朗、アイドル（ジャニーズJr.、少年忍者）
- 8月12日 - ミイヒ、アイドル (NiziU)
- 8月24日 - 石橋陽彩、俳優、歌手
- 8月24日 - 鍛治茉音、スノーボーダー
- 8月30日 - キム・ギュビン、アイドル (ZEROBASEONE)
- 8月31日 - チャン・ウォニョン、アイドル、モデル（IVE、元IZ*ONE）
- 8月31日 - 藤平美香、歌手 (Little Glee Monster)

### 9月
- 9月2日 - 鈴木くるみ、アイドル (AKB48)
- 9月5日 - 上杉真央、タレント
- 9月5日 - 鈴木悠仁、アイドル（ジャニーズJr.、少年忍者）
- 9月15日 - ダビド・ポポビッチ、ルーマニアの競泳選手
- 9月17日 - オディッセアス＝キモン、ギリシャの王子
- 9月17日 - ホン・ソンミン、アイドル (FANTASY BOYS)
- 9月25日 - 小林星蘭、タレント
- 9月28日 - 工藤由愛、アイドル (Juice=Juice)
- 9月28日 - パク・ジョンウ、アイドル (TREASURE)

### 10月
- 10月6日 - ハニ、アイドル (NewJeans)
- 10月6日 - ブロニー・ジェームズ、バスケットボール選手
- 10月8日 - モカ、アイドル (ILLIT)
- 10月15日 - 川村あんり、フリースタイルスキー選手
- 10月18日 - 福田真琳、アイドル（つばきファクトリー）
- 10月19日 - 菊地姫奈、グラビアアイドル、女優
- 10月20日 - 相川奏多、声優
- 10月20日 - イハン、アイドル (BOYNEXTDOOR)
- 10月20日 - 岡村美波、アイドル（BEYOOOOONDS、雨ノ森 川海）

### 11月
- 11月2日 - ジェシカ・タイラー・ブラウン、女優
- 11月7日 - 小田柚葉、女優、歌手、ダンサー (Girls²)
- 11月7日 - 星乃夢奈、女優
- 11月7日 - 村瀬心椛、スノーボード選手
- 11月11日 - オークス・フェグリー、俳優
- 11月16日 - メイ、アイドル (Cherry Bullet)
- 11月17日 - 美雨、アイドル（ファントムシータ）
- 11月20日 - 隅谷百花、女優、歌手、ダンサー (Girls²)
- 11月21日 - リズ、アイドル (IVE)
- 11月26日 - 齋藤樹愛羅、アイドル (=LOVE)
- 11月28日 - JURIA、歌手 (XG)
- 11月29日 - 大東立樹、俳優
- 11月29日 - 山岡雅弥、グラビアアイドル

### 12月
- 12月1日 - 大越ひなの、アイドル（乃木坂46）
- 12月4日 - 飯田栞月、アイドル (ME:I)
- 12月4日 - キム・チェヨン、アイドル、女優 (tripleS)
- 12月9日 - ジェイ、アイドル (STAYC)
- 12月18日 - 平本健、アイドル (DXTEEN)
- 12月20日 - 杉本瑛、タレント
- 12月22日 - 清野桃々姫、アイドル（BEYOOOOONDS、雨ノ森 川海）
- 12月27日 - ヨンウン、アイドル (Kep1er)
- 12月28日 - ベイ、アイドル (NMIXX)
- 12月31日 - 山井飛翔、アイドル（ジャニーズJr.、少年忍者）

### 人物以外
- 4月4日 - ウオッカ、日本の競走馬、繁殖牝馬、顕彰馬
- 10月17日 - リトルニッキー、アメリカ合衆国の猫
- 10月24日 - エミリー、アメリカ合衆国の猫

## ノーベル賞
- 物理学賞 - デビッド・グロス、デビッド・ポリツァー、フランク・ウィルチェック
- 化学賞 - アーロン・チカノーバー、アブラム・ハーシュコ、アーウィン・ローズ
- 生理学・医学賞 - リチャード・アクセル、リンダ・バック
- 文学賞 - エルフリーデ・イェリネク
- 平和賞 - ワンガリ・マータイ
- 経済学賞 - フィン・キドランド、エドワード・プレスコット